# McLaren M26
Der McLaren M26 ist ein Formel-1-Rennwagen, den Gordon Coppuck zwischen 1976 und 1977 für das britische Team McLaren Racing entwickelte.
Insgesamt wurden sieben Chassis (M26-1 bis M26-7) gebaut, die zwischen der Saison 1976 und Saison 1979 im Werksteam (ab Mitte 1978 nach Umbaumaßnahmen als M26E) und in der Saison 1978 beim Kundenteam BS Fabrications für Brett Lunger zum Einsatz kamen. Alle Fahrzeuge wurden von einem Cosworth-DFV-Motor angetrieben.

## Geschichte

### Vorgeschichte (1976)
Zu Beginn der Formel-1-Saison 1976 ging der bereits Ende 1972 entworfene McLaren M23 als M23D in seine vierte Formel-1-Saison. Obwohl das Fahrzeug zwischenzeitlich voll ausgereift war und noch immer zu den schnellsten Wagen des Feldes gehörte, sah die Teamführung um Teddy Mayer weiteres Potential, das jedoch nicht ohne große Änderungen am M23-Muster abzurufen war. Deshalb wurde der Chefdesigner Gordon Coppuck beauftragt, einen Nachfolger für den M23 zu entwickeln. Jochen Mass testete beim Großen Preis der Niederlande 1976 einen ersten renntauglichen Prototyp des neuen M26, doch war die Konstruktion noch nicht ausgereift, was sich in mittelmäßigen Leistungen (Platz 15 in der Qualifikation, Platz 9 im Rennen) niederschlug. Die Entwicklung des Wagens wurde wegen des sich doch noch einmal zuspitzenden Weltmeisterschaftskampfes zwischen Niki Lauda und James Hunt vorerst unterbrochen, um alle Ressourcen auf die Weiterentwicklung des M23D von Hunt auszurichten. Nach dem Ende der Saison 1976 im Oktober gleichen Jahres wurden die Arbeiten wieder aufgenommen.

### McLaren M26 (1977–1978)
Zu den ersten Rennen der Formel-1-Saison 1977 startete McLaren mit einem als M23E bezeichneten weiterentwickelten M23, da der M26 noch nicht gänzlich überzeugte. Erst ab Saisonmitte setzte das Team im Hinblick auf das sich deutlich abzeichnende Ende der Konkurrenzfähigkeit des Vorgängermodells den M26  im Rennbetrieb ein. James Hunt fuhr den M26 zum ersten Mal beim Großen Preis von Spanien, schied aber früh mit Motorschaden aus. Für das folgende Rennen in Monaco griff Hunt noch einmal auf den M23E zurück, bevor McLaren den M26 ab dem Großen Preis von Belgien offiziell als neues Stammfahrzeug für Hunt meldete. Sein Teamkollege Jochen Mass bekam erst zum Großen Preis von Großbritannien den neuen Wagen.
Insgesamt gewann James Hunt 1977 mit dem M26 drei Rennen; einmal wurde er Dritter. Beim Großen Preis von Japan, dem letzten Rennen der Saison, gelang ihm ein Sieg mit über einer Minute Vorsprung vor der Konkurrenz. Den Weltmeistertitel konnte Hunt jedoch nicht verteidigen; er verlor ihn bereits in den USA an Niki Lauda. Jochen Mass fuhr mit dem Wagen viermal in die Punktewertung, darunter ein dritter Platz beim Großen Preis von Kanada, Siege blieben ihm verwehrt. Am Ende belegte McLaren mit 60 Punkten, von denen 39 mit dem M26 erzielt wurden, den dritten Platz in der Konstrukteurswertung.
Für die Formel-1-Saison 1978 setzte McLaren weiter auf den M26, was sich im Nachhinein als Fehler erwies. Lotus hatte mit dem Lotus 78 schon Mitte 1977 die Entwicklung der Formel-1-Fahrzeuge zum Wing Cars unter Ausnutzung des Bodeneffekts vorgegeben. McLaren hielt es dennoch für unnötig, einen vergleichbaren Wagen als Ersatz für den noch nicht einmal ein Jahr im aktiven Rennbetrieb eingesetzten M26 zu konstruieren. James Hunt und sein neuer Teamkollege Patrick Tambay beendeten zwar das erste Rennen der Saison, den Großen Preis von Argentinien, in den Punkterängen, fielen danach aber immer wieder aus und erzielten keine Punkte mehr. Der zu vereinzelten Rennen mit einem dritten Werkswagen gemeldete Bruno Giacomelli fuhr ausschließlich den M26; Punkte erzielte er nicht. Weiter setzte BS Fabrications als Kundenteam einen M26 für Brett Lunger ein; er erreichte ebenfalls keine Punkte und verfehlte sogar viermal die Qualifikation.

### McLaren M26E (1978–1979)
Ab Mitte der Saison 1978 setzte McLaren für seine Stammfahrer den M26E ein. James Hunt erzielte beim Großen Preis von Frankreich als Dritter noch einen Podiumsplatz, konnte danach aber keine nennenswerten Resultate mehr erreichen und wechselte am Ende der Saison zu Walter Wolf Racing. Tambay war erfolgreicher; ihm gelangen noch drei Platzierungen in den Punkterängen. McLaren beendete die Saison auf dem achten Platz der Konstrukteursmeisterschaft mit 15 Gesamtpunkten, dem bis dahin schlechtesten Ergebnis in der Teamgeschichte bei einer ununterbrochenen Teilnahme.
In der Formel-1-Saison 1979 fuhr Patrick Tambay zwei letzte Rennen mit dem inzwischen nicht mehr renntauglichen Chassis: Beim Großen Preis von Brasilien fiel er aus und in Belgien qualifizierte er sich nicht einmal. Danach stellte McLaren auf die Nachfolgemodelle McLaren M28 und McLaren M29 um.

## Technik
Der McLaren M26 basierte in Teilen auf dem Vorgängerfahrzeug M23, das Chassis war aber modernisiert und in vielen Details verbessert worden. Insbesondere die Frontpartie wurde neu gestaltet; die Fahrzeugnase wurde deutlich schmaler und aerodynamisch besser in die neuen Cockpitaufbauen integriert. Des Weiteren sollten niedrigere und schmalere Seitenkästen sowie ein veränderter Frontflügel die Aerodynamik verbessern. Bei Testfahrten zeigte sich allerdings ein ernsthaftes Problem mit dem Kühlsystem, das in den schmalen Seitenkästen nicht voll wirksam war. Als Notlösung musste der Ölkühler in die Fahrzeugnase verlegt werden, was den Vorteil der Neuentwicklung, die deutliche Reduzierung des Luftwiderstandes, praktisch zunichtemachte. Als Mitte 1978 der Lotus 79 erschien und konkurrenzlos an der Spitze fuhr, ließ McLaren den M26 in der Hoffnung, zumindest begrenzt den Bodeneffekt auch für sich ausnutzen zu können und den endgültigen sportlichen Abstieg zu verhindern, ebenfalls mit einem entsprechenden Unterboden ausstatten. Das als M26E bezeichnete Konzept war aber nicht erfolgreich.
Für die Motorisierung kam bei allen Chassis ein Cosworth-DFV-Motor zum Einsatz, dessen Entwicklung Ende der 1960er-Jahre von Ford finanziert worden war. Daher wurde das Aggregat teilweise auch unter der Herstellerbezeichnung Ford-Cosworth bzw. nur Ford gemeldet. Die Getriebe wurden von Hewland bezogen. Diese Kombination aus Motor und Getriebe war zu dieser Zeit weit verbreitet und galt als effektivste Lösung für den Aufbau des Antriebsstrangs aus Zuliefererteilen. Die Karosserie wurde ebenfalls wie zu dieser Zeit üblich aus Aluminiumblech um einen Gitterrahmen aufgebaut, in den der Motor tragend integriert war.

## Lackierung und Sponsoring
Zwischen 1976 und 1979 traten die M26 bzw. M26E für mehrere Teams mit jeweils eigenen Lackierungen an:
Das Werksteam McLaren Racing lackierte die Fahrzeuge entsprechend den Farben der Hauptsponsoren Marlboro und Texaco. Die untere Hälfte des Wagens war weiß, die obere Hälfte hellrot. Einen Kontrast bildeten die Logos des Sponsors in Schwarz. Dieses Farbschema blieb während des gesamten Einsatzes im Werksteam weitestgehend unverändert. Einzige Ausnahme bildeten die nordamerikanischen Grands Prix in den USA West (Long Beach) und Kanada 1978. Dort schloss McLaren einen Vertrag mit der Brauerei Löwenbräu ab, wodurch die Fahrzeuge ein weiß-hellblau-dunkelblaues Farbschema erhielten.
Das Kundenteam BS Fabrications lackierte seinen M26 ähnlich der Marlboro-McLaren – das Rot war aber deutlich dunkler. Die Akzente waren neben Schwarz zusätzlich in Gold gehalten. Hauptsponsor waren die Philip-Morris-Marken Chesterfield und Lark.

## Galerie

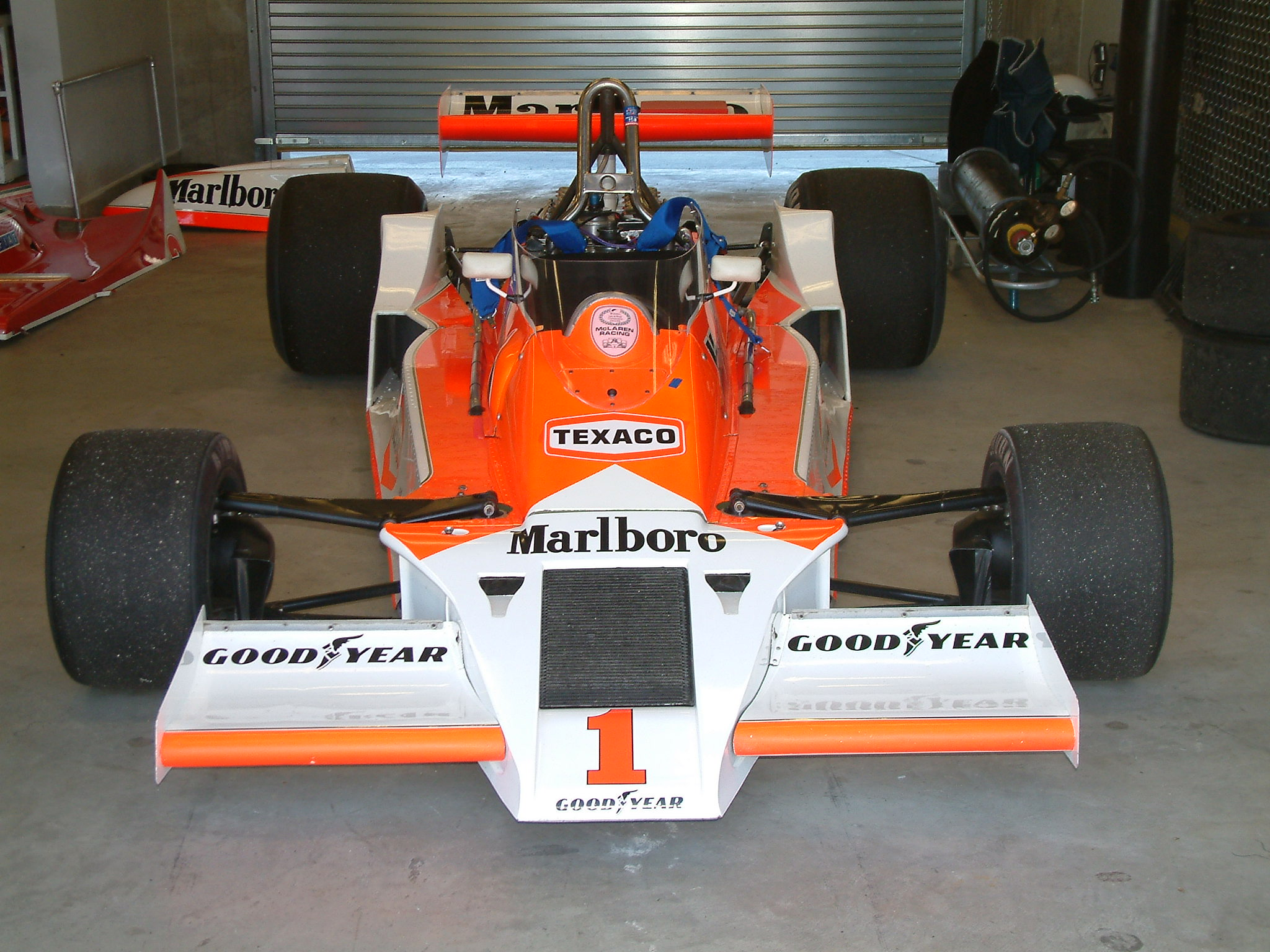
M26 von 1977 in Frontalansicht; 2003
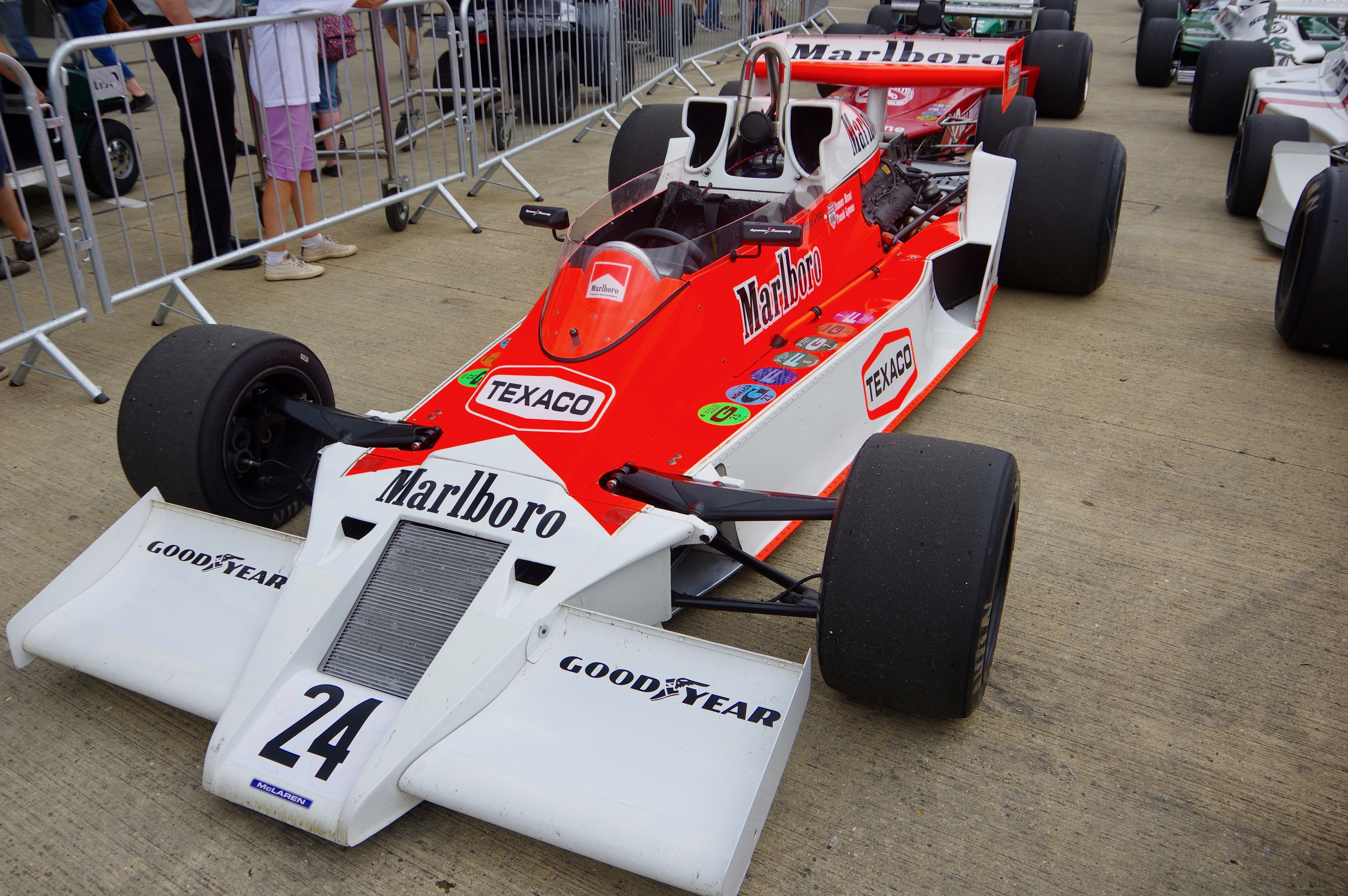
M26 von 1977; Silverstone 2019
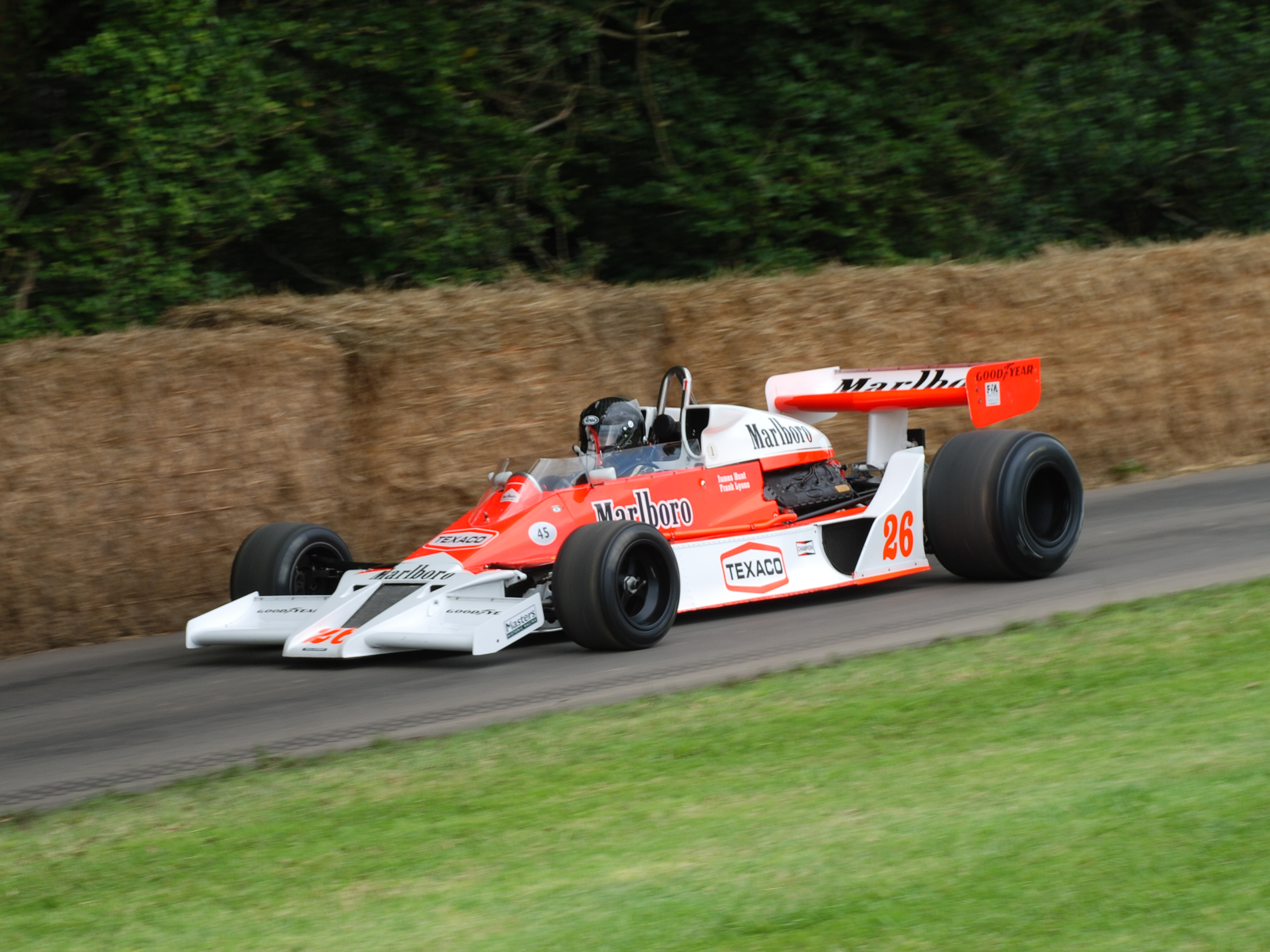
Historischer M26; Goodwood, 2016
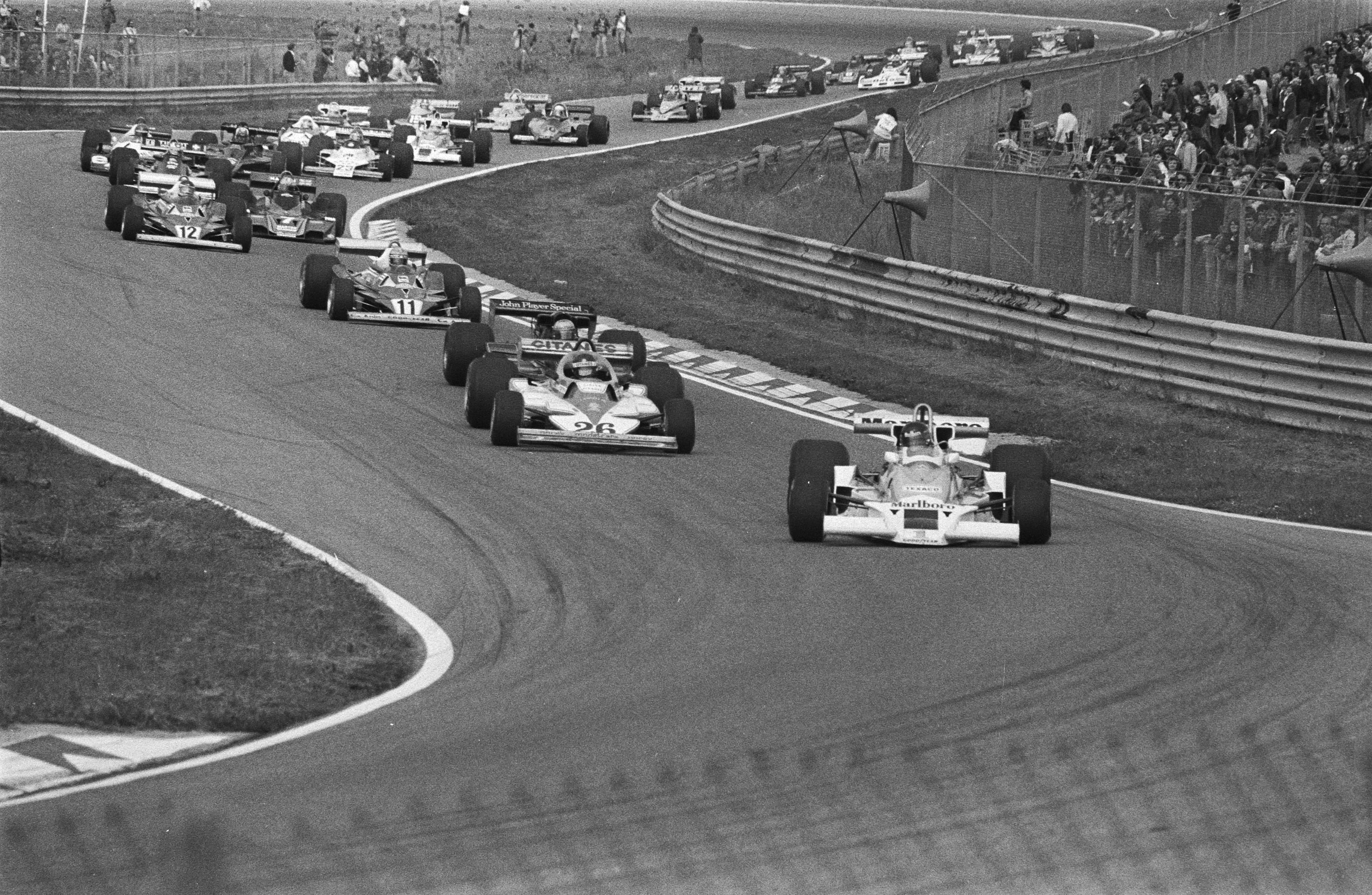
Hunt im M26 führt vor Laffite; Zandvoort, 1977
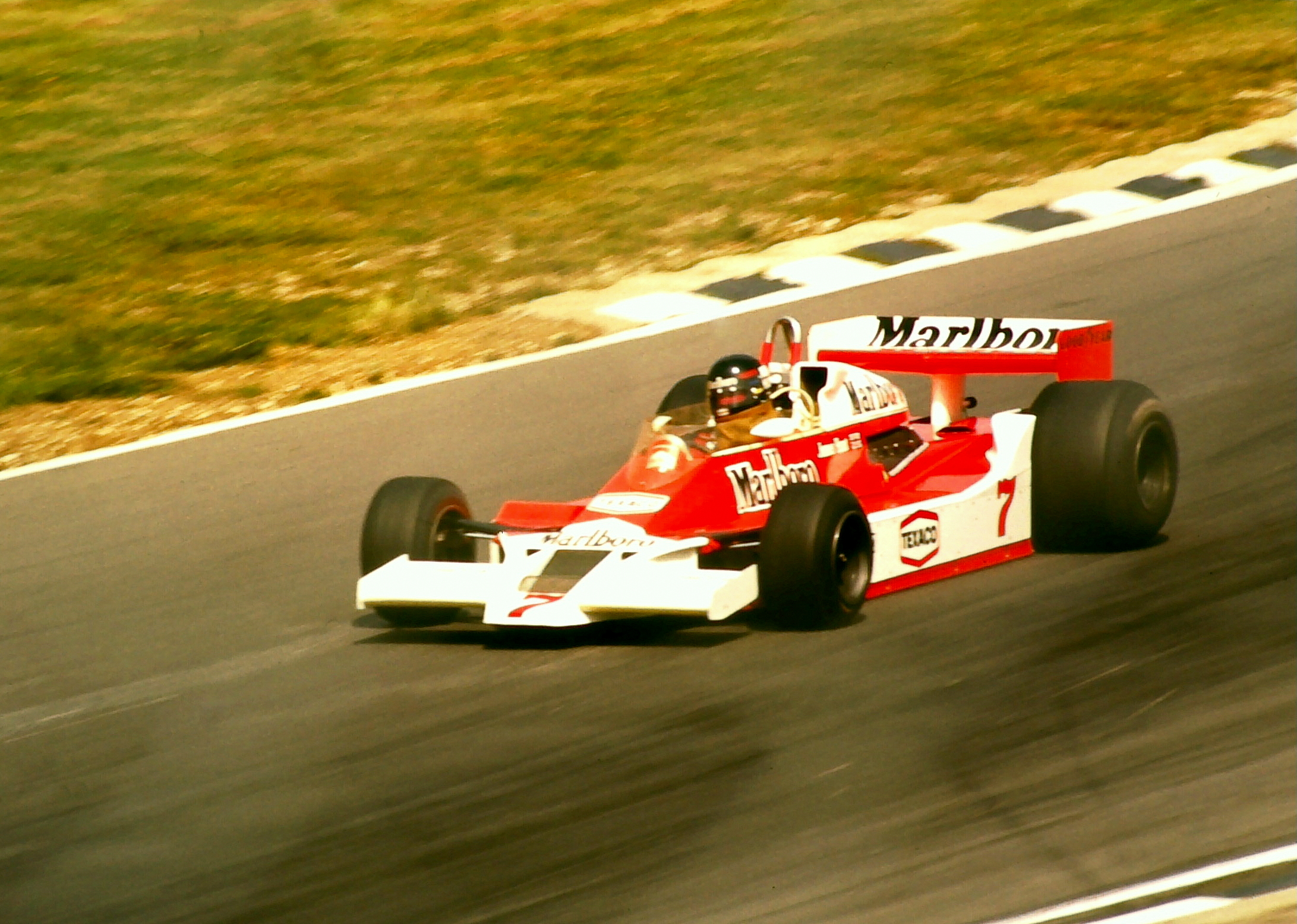
Hunt im M26E; Brands Hatch, 1978
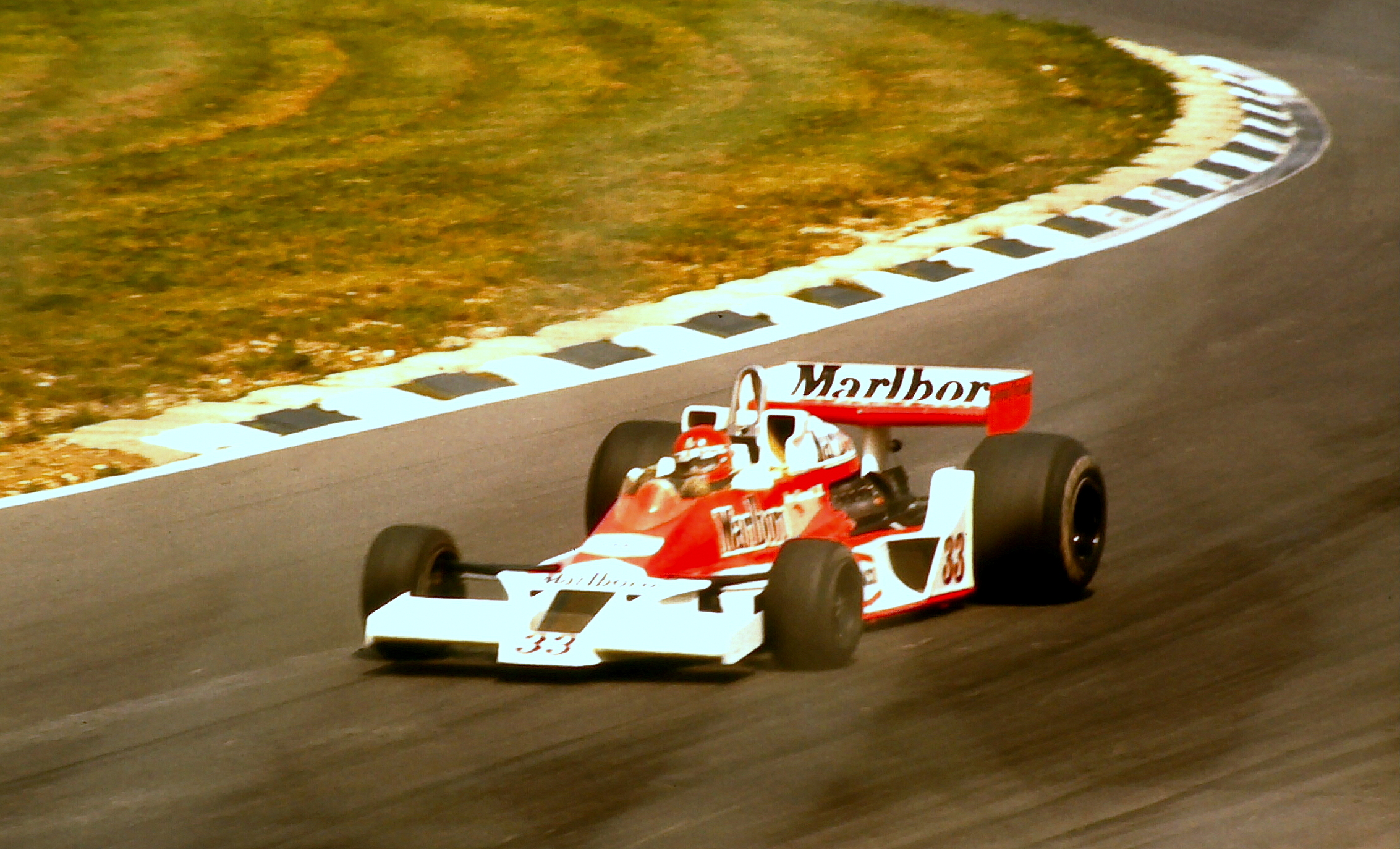
Giacomelli im M26; Brands Hatch, 1978
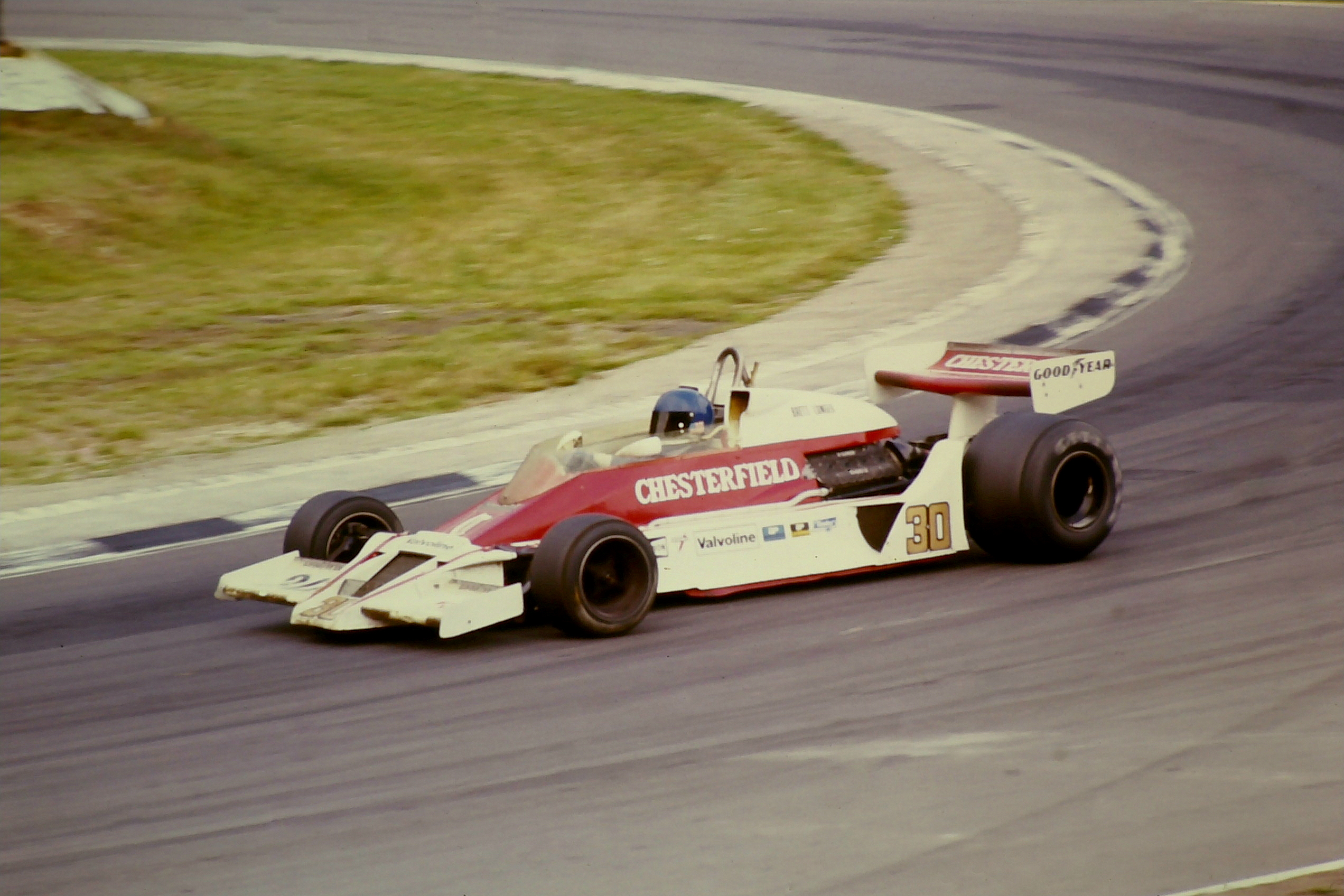
Lunger im Kunden-M26; Brands Hatch, 1978

## Ergebnisse
| Fahrer               | Nr.                  | 1 | 2   | 3   | 4   | 5    | 6   | 7   | 8   | 9   | 10  | 11   | 12  | 13  | 14  | 15  | 16  | 17  | Punkte | Rang |
| -------------------- | -------------------- | - | --- | --- | --- | ---- | --- | --- | --- | --- | --- | ---- | --- | --- | --- | --- | --- | --- | ------ | ---- |
| Formel-1-Saison 1976 | Formel-1-Saison 1976 |   |     |     |     |      |     |     |     |     |     |      |     |     |     |     |     |     | 74     | 2.   |
| Jochen Mass          | 12                   |   |     |     |     |      |     |     |     |     |     |      | 9   |     |     |     |     |     | 74     | 2.   |
| Formel-1-Saison 1977 | Formel-1-Saison 1977 |   |     |     |     |      |     |     |     |     |     |      |     |     |     |     |     |     | 60     | 3.   |
| James Hunt           | 1                    |   |     |     |     | DNF  |     | 7   | 12  | 3   | 1   | DNF  | DNF | DNF | DNF | 1   | DNF | 1   | 60     | 3.   |
| Jochen Mass          | 2                    |   |     |     |     |      |     |     |     |     | 4   | DNF  | 6   | DNF | 4   | DNF | 3   | DNF | 60     | 3.   |
| Formel-1-Saison 1978 | Formel-1-Saison 1978 |   |     |     |     |      |     |     |     |     |     |      |     |     |     |     |     |     | 15     | 8.   |
| James Hunt           | 7                    | 4 | DNF | DNF | DNF | DNF  | DNF | 6   | 8   | 3   | DNF | DSQ  | DNF | 10  | DNF | 7   | DNF |     | 15     | 8.   |
| Patrick Tambay       | 8                    | 6 | DNF | DNF | 12  | 7    |     | DNF | 4   | 9   | 6   | DNF  | DNF | 9   | 5   | 6   | 8   |     | 15     | 8.   |
| Brett Lunger         | 30                   |   |     |     |     | DNPQ | 7   | DNQ | DNQ | DNF | 8   | DNPQ | 8   | DNF | DNF |     |     |     | 15     | 8.   |
| Bruno Giacomelli     | 33                   |   |     |     |     |      | 8   |     |     | DNF | 7   |      |     | DNF | 14  |     |     |     | 15     | 8.   |
| Formel-1-Saison 1979 | Formel-1-Saison 1979 |   |     |     |     |      |     |     |     |     |     |      |     |     |     |     |     |     | 15     | 7.   |
| Patrick Tambay       | 8                    |   | DNF |     |     |      | DNQ |     |     |     |     |      |     |     |     |     |     |     | 15     | 7.   |

| Legende  | Legende            | Legende                                                          |
| Farbe    | Abkürzung          | Bedeutung                                                        |
| -------- | ------------------ | ---------------------------------------------------------------- |
| Gold     | –                  | Sieg                                                             |
| Silber   | –                  | 2. Platz                                                         |
| Bronze   | –                  | 3. Platz                                                         |
| Grün     | –                  | Platzierung in den Punkten                                       |
| Blau     | –                  | Klassifiziert außerhalb der Punkteränge                          |
| Violett  | DNF                | Rennen nicht beendet (did not finish)                            |
| Violett  | NC                 | nicht klassifiziert (not classified)                             |
| Rot      | DNQ                | nicht qualifiziert (did not qualify)                             |
| Rot      | DNPQ               | in Vorqualifikation gescheitert (did not pre-qualify)            |
| Schwarz  | DSQ                | disqualifiziert (disqualified)                                   |
| Weiß     | DNS                | nicht am Start (did not start)                                   |
| Weiß     | WD                 | zurückgezogen (withdrawn)                                        |
| Hellblau | PO                 | nur am Training teilgenommen (practiced only)                    |
| Hellblau | TD                 | Freitags-Testfahrer (test driver)                                |
| ohne     | DNP                | nicht am Training teilgenommen (did not practice)                |
| ohne     | INJ                | verletzt oder krank (injured)                                    |
| ohne     | EX                 | ausgeschlossen (excluded)                                        |
| ohne     | DNA                | nicht erschienen (did not arrive)                                |
| ohne     | C                  | Rennen abgesagt (cancelled)                                      |
| ohne     | keine WM-Teilnahme |                                                                  |
| sonstige | P/fett             | Pole-Position                                                    |
| sonstige | 1/2/3/4/5/6/7/8    | Punktplatzierung im Sprint-/Qualifikationsrennen                 |
| sonstige | SR/kursiv          | Schnellste Rennrunde                                             |
| sonstige | *                  | nicht im Ziel, aufgrund der zurückgelegten Distanz aber gewertet |
| sonstige | ()                 | Streichresultate                                                 |
| sonstige | unterstrichen      | Führender in der Gesamtwertung                                   |

## Technische Daten
| Kenngrößen                | McLaren M26, 1977                                                                                   |
| ------------------------- | --------------------------------------------------------------------------------------------------- |
| Motor                     | Ford-Cosworth DFV V8-Motor, Mittelmotor (längs hinter dem Fahrer)                                   |
| Hubraum (Bohrung × Hub)   | 2993 cm³ (85,7 × 64,8 mm)                                                                           |
| Verdichtung               | 11,0 : 1                                                                                            |
| Leistung                  | 485 PS (ca. 362 kW) bei 10.600/min                                                                  |
| Ventilsteuerung           | 2 obenliegende Nockenwellen je Zylinderbank (DOHC)                                                  |
| Gemischaufbereitung       | Lucas-Saugrohreinspritzung                                                                          |
| Kraftübertragung          | 6-Gang-Getriebe, Hewland DG 400, Hinterradantrieb                                                   |
| Karosserie                | Aluminiummonocoque, Antriebsgruppe tragend                                                          |
| Radaufhängung vorn        | doppelte Querlenker mit Stabilisator, Schraubenfedern und Stoßdämpfer                               |
| Radaufhängung hinten      | doppelte Querlenker mit Stabilisator, Schraubenfedern, Stoßdämpfern und je einem oberen Längslenker |
| Lenkung                   | Zahnstangenlenkung, zweiteilige Lenksäule                                                           |
| Bremse                    | Scheibenbremse                                                                                      |
| Leergewicht (ohne Fahrer) | ca. 585 kg                                                                                          |